# Tex (unità di misura)
Il tex è una unità di misura per la densità lineare e corrisponde a un grammo al chilometro (per esempio di filo o di filato):
{\displaystyle 1\mathrm {tex} =1{\frac {\mathrm {g} }{\mathrm {km} }}}
Viene utilizzato in campo tessile per la titolazione delle fibre tessili. Più comunemente si utilizza il decitex, abbreviato in dtex, che corrisponde a 1 grammo su 10 chilometri.
È possibile calcolare il diametro in metri di un filo applicando la seguente formula:
{\displaystyle \varnothing ={\sqrt {\frac {4\times 10^{-7}\cdot \mathrm {dtex} }{\pi \rho }}}}
Dove {\displaystyle \rho } rappresenta la densità in {\displaystyle kg/m^{3}} del materiale.